# Broken Arrow (Oklahoma)
Broken Arrow es una ciudad ubicada en la parte noreste del estado de Oklahoma (Estados Unidos), principalmente en el condado de Tulsa, con una parte en el oeste del condado de Waggoner. Es el suburbio más grande de Tulsa. Según el censo de 2010, Broken Arrow tiene una población de 98 850 residentes y es la cuarta ciudad más grande del estado. Según un cálculo de julio de 2019 tiene un poco menos de 112 000 habitantes, lo que la convierte en la 280.ª ciudad más grande de Estados Unidos. Es parte del Área Metropolitana de Tulsa, que tiene una población de 961 561 residentes.
El ferrocarril Missouri-Kansas-Texas vendió lotes para el sitio de la ciudad en 1902 y el secretario de la compañía, William S. Fears, lo llamó Broken Arrow. La ciudad recibió su nombre de una comunidad creek que se habían visto obligados a trasladarse de Alabama a Oklahoma tras ser desterrada en lo que se conociò como el sendero de lágrimas.
Aunque fue originalmente una comunidad agrícola, la economía actual de Broken Arrow es diversa. Tiene la tercera concentración más grande de fabricantes de Oklahoma.

## Historia
Su nombre proviene de una antigua comunidad de creek en Alabama. Sus miembros fueron expulsados por el gobierno de Estados Unidos, a lo largo del sendero de lágrimas en la década de 1830. Estos fundaron una nueva comunidad en el Territorio Indio y lo nombraron en honor a su antiguo asentamiento. El nombre era Rekackv (pronunciado thlee-Kawtch-kuh), que significa flecha rota. El nuevo asentamiento creek estaba varias millas al sur del actual centro de Broken Arrow.
La comunidad de Elam, ubicada cerca de la avenida 145 y de la calle 111, comenzó alrededor de 1901. Consistía en un grupo de tiendas, una desmotadora de algodón y algunas casas.
En 1902, el Ferrocarril Missouri-Kansas-Texas planeó una vía a través del área y se le otorgaron privilegios de sitio de ciudad a lo largo de la ruta. Vendieron tres de los sitios aún sin nombre a Arkansas Valley Town Site Company. William S. Fears, secretario de esa empresa, pudo elegir y nombrar una de las ubicaciones. Seleccionó un sitio unos 29 km al sureste de Tulsa y a unos 8 km al norte del asentamiento de thlee-Kawtch-kuh y nombraron al nuevo municipio Broken Arrow, en honor a la comunidad india. El ferrocarril MKT, que se completó en 1903, atravesaba el centro de la ciudad. Todavía existe y es propiedad de Union Pacific, que lo usa para el transporte de mercancías.
Durante las primeras décadas de su historia, la economía de Broken Arrow se basó en la agricultura. La industria del carbón también jugó un papel importante, con varias minas a cielo abierto cerca de la ciudad a principios del siglo XX. El periódico local, el Broken Arrow Ledger, comenzó un par de años después de la fundación de la ciudad. La primera escuela de Broken Arrow se construyó en 1904. La ciudad no creció mucho durante la primera mitad del siglo XX. Durante este lapso, el principal centro comercial de Broken Arrow estaba a lo largo de la calle Main. La mayoría de las iglesias estaban a su vez ubicadas en o cerca de ella. Un censo en 1907 registró 1383 habitantes.

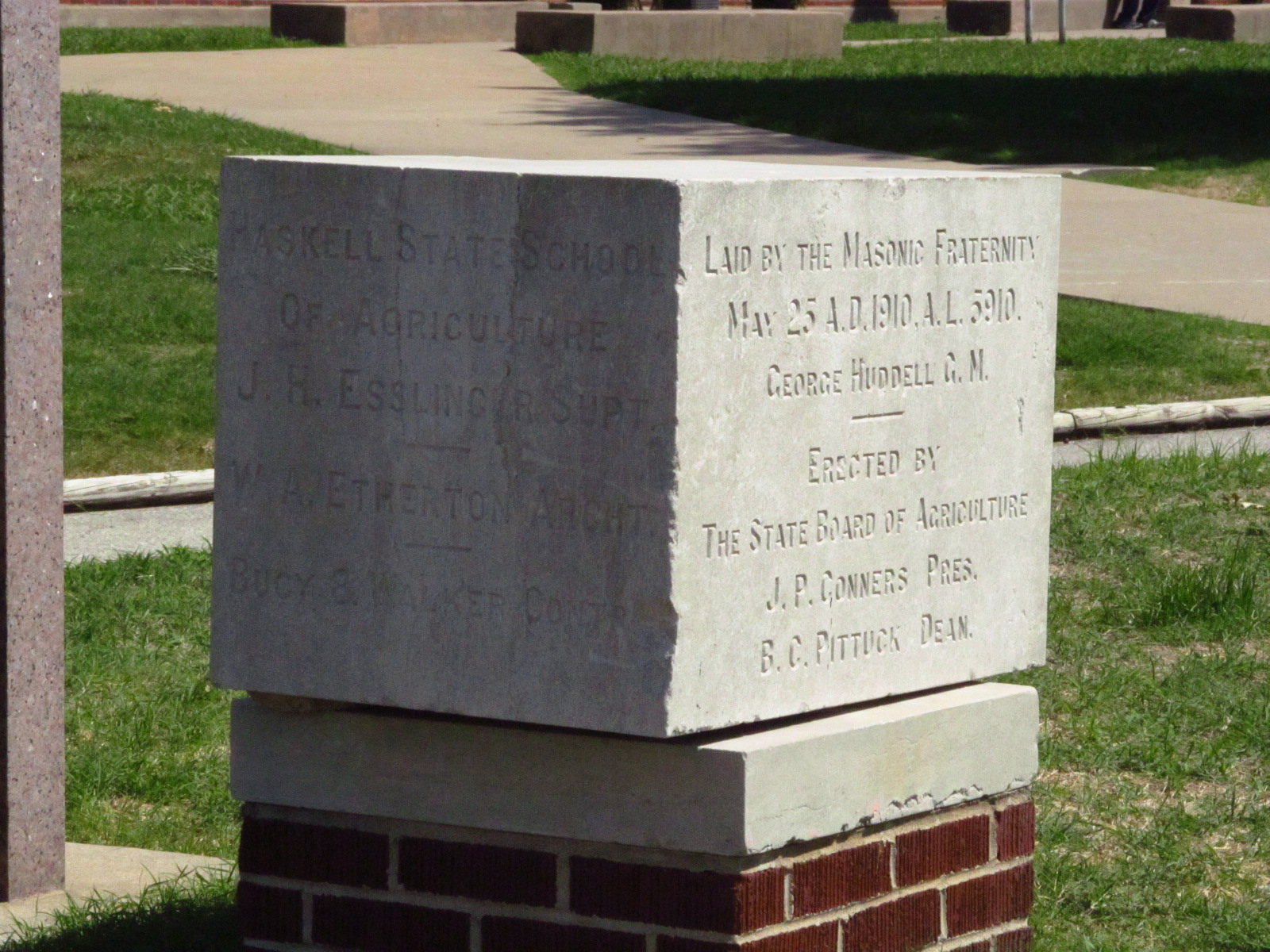
El único remanente de la Escuela de Agricultura del Estado de Haskell, construido en 1911, demolido en 1987

La Haskell State School of Agriculture se inauguró en la Oklahoma Opera House el 15 de noviembre de 1909. Cerró en 1917 por falta de fondos, y el inmueble se utilizó luego como Broken Arrow High School. El edificio fue demolido en 1987.
En los años 1960, Broken Arrow pasó de ser una ciudad pequeña a una suburbana. A mediados de la década se construyó el Broken Arrow Expressway (Oklahoma State Highway 51), que conectaba la ciudad con el centro de Tulsa. Esto impulsó su crecimiento y llevó a un aumento de su población, de un poco más de 11 000 habitantes en 1970 a más de 50 000 en 1990, y luego a más de 74 000 en 2000. Durante este tiempo, Broken Arrow era una ciudad dormitorio. En los últimos años, se ha impulsado un mayor desarrollo económico para fomentar la oferta laboral, comprando y usando los servicios culturales de la ciudad en lugar de ir a otros sitios.

## Geografía y clima
Broken Arrow se encuentra en la esquina noreste de Oklahoma. Está en la región Green Country, conocida por su verde vegetación, colinas y lagos. Es la parte del estado con mayor diversidad topográfica con siete de las 11 ecorregiones de Oklahoma.
Según la Oficina del Censo, tiene un área total de 118 km², de los cuales 117 km² sos tierra y 2 km² (1,34 %) son agua.

### Clima
Broken Arrow tiene el típico clima subtropical húmedo del este y centro de Oklahoma (Köppen Cfa) con veranos incómodamente calurosos e inviernos muy variables que pueden variar de templados a muy fríos dependiendo de si la masa de aire proviene del aire caliente sobre las Montañas Rocosas o de los fríos anticiclones polares de Canadá.

## Demografía
Según el censo de 2010, había 98 850 personas, 36 141 hogares y 27 614 familias que residían en la ciudad. La densidad de población era de 850/km².2 Había 38 013 unidades de vivienda en una densidad media de 232,4/km². La composición racial era 79,3 % blanca, 4,3 % afroamericana, 5,2 % nativa americana, 3,6 % asiática (1  % vietnamita, 0,7 % india, 0,4 % china, 0,3 % coreana, 0,3 % hmong, 0,2 % paquistaní, 0,2  % filipinos, 0,1 % japoneses), 0,05 % isleños del Pacífico, 2,2 % de otras razas y 5,4 % de dos o más razas. Los hispanos o latinos eran 6.5 % (4,4 % mexicanos, 0,4 % puertorriqueños, 0,3 % españoles, 0,1 % venezolanos, 0,1 % colombianos).
Había 36 141 hogares, de los cuales el 36,8 % tenían hijos menores de 18 años que vivían con ellos, el 76,4 % eran parejas casadas que vivían juntas, el 10,3 % tenían una mujer como cabeza de familia sin marido presente y el 23,6 % no eran familias. De todas las familias, el 19,2 % se componían de personas y el 6,3 % había alguien que viven solas que fue de 65 años de edad o más. El tamaño promedio del hogar era 2,72 y el tamaño promedio de la familia era 3,11.
En la ciudad, la dispersión de la población fue de 30.8 % menores de 18 años, 7,7 % de 18 a 24, 32,3 % de 25 a 44, 21,6 % de 45 a 64 y 7,5 % de mayores de 65 años. La mediana de edad fue de 33 años. Por cada 100 mujeres, había 95,1 hombres. Por cada 100 mujeres mayores de 18 años, había 91,2 hombres.

## Gobierno
Broken Arrow utiliza el modelo de concejo-administrador de gobierno municipal. La autoridad principal de la ciudad reside en el consejo de la ciudad que aprueba las ordenanzas, resoluciones y contratos. El consejo de la ciudad consta de cinco miembros con un miembro elegido de cada uno de los cuatro distritos de la ciudad, y el quinto miembro como miembro general. Cada miembro del consejo sirve por un período de dos años y es elegible para servir por cuatro años. De los concejales, se eligen un alcalde y un vicealcalde cada dos años. Las operaciones diarias de la ciudad están a cargo del administrador de la ciudad, quien informa directamente al ayuntamiento.
A nivel federal, Broken Arrow se encuentra dentro del 1.º distrito congresional de Oklahoma, representado por Kevin Hern. En el Senado de Oklahoma, Broken Arrow está en el Distrito 25 (Joe Newhouse) y 36 (Bill Brown). En la Cámara de Oklahoma, el Distrito 75 (Karen Gaddis), 76 (Ross Ford), 98 (Michael Rogers) cubre la ciudad.

## Nativos famosos
- Ralph Blane Hunsecker, ex cantante, compositor y compositor de Hollywood
- Kristin Chenoweth, cantante, actriz y graduada de Broken Arrow High School. El teatro y el escenario del Broken Arrow Performing Arts Center (PAC) llevan el nombre de Chenoweth.
- Marguerite Churchill, actriz, murió en Broken Arrow
- DeDe Dorsey, corredor de Las Vegas Locomotives, exjugador de la NFL con los Cincinnati Bengals y los Indianapolis Colts
- Phil Farrand, autor conocido por Nitpicker's Guides
- George O'Brien, actor
- Warren Spahn, lanzador de béisbol del Salón de la Fama y residente de Broken Arrow desde hace mucho tiempo